# Le Pouzin
Le Pouzin is een gemeente in het Franse departement Ardèche (regio Auvergne-Rhône-Alpes). De plaats maakt deel uit van het arrondissement Privas. Le Pouzin telde op 1 januari 2022 2.893 inwoners.

## Geografie
De oppervlakte van Le Pouzin bedroeg op 1 januari 2022 12,52 vierkante kilometer; de bevolkingsdichtheid was toen 231,1 inwoners per km². De plaats ligt op de rechteroever van de Rhône, waar de Drôme uitmondt in de Rhône.
De onderstaande kaart toont de ligging van Le Pouzin met de belangrijkste infrastructuur en aangrenzende gemeenten.

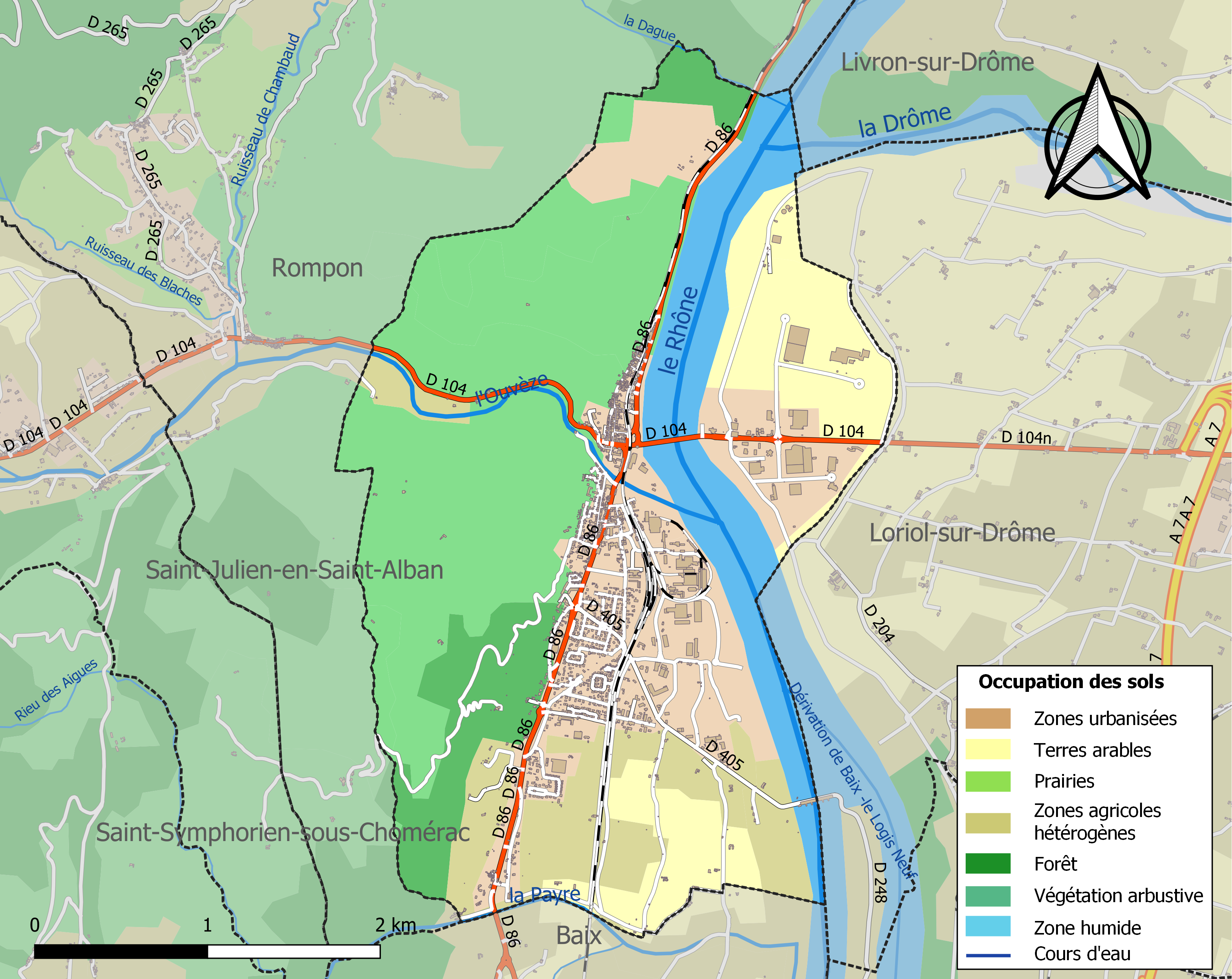

## Demografie
Onderstaande figuur toont het verloop van het inwonertal (bron: INSEE-tellingen).

Vanwege een beveiligingsprobleem met de MediaWiki Graph-software is het momenteel niet mogelijk deze grafiek weer te geven. Zodra de software is bijgewerkt zal de grafiek vanzelf weer zichtbaar worden.